# Teatrul Metropolis
Teatrul Metropolis este un teatru din București, România înființat la 1 ianuarie 2007 și și-a deschis porțile publicului la 1 noiembrie 2007. A luat ființă la inițiativa actorilor George Ivașcu și Romeo Pop. 
În clădirea instituției se găsesc îmbinate elemente de arhitectură high-tech cu stilul Hundertwasser. În repertoriul teatrului se găsesc spectacole teatrale de toate genurile teatrale, concerte, evenimente speciale etc.